# Buenavista (Córdoba)
Buenavista – miasto w Kolumbii, w departamencie Córdoba.